# Huset Romanov
Romanov, även stavat Romanoff, var en rysk tsarsläkt som härskade i 300 år, men ursprungligen var det en bojarätt (högadelsätt) från Moskva.
Dess förste kände anfader, Andrej Ivanovitj Kobyla, levde under 1300-talet. Den första Romanov på tronen var Michail Romanov (1613–1645).
Svärdssidan av ätten Romanov dog ut med Peter II. Hans faster Elisabet efterträddes på tronen av Peter III, son till Karl Fredrik av Holstein-Gottorp (Karl XII:s systerson) från Stockholm och Peter den stores dotter Anna. Därmed efterträddes huset Romanov av huset Holstein-Gottorp-Romanov, en sidolinje till husen Oldenburg och Romanov. 

## Historik
Rysslands styre av tsarer med ursprung i detta hus varade i 304 år. Nikolaj II, dvs Nikolaj Romanov, var den siste tsaren. Han tillträdde tronen 1894 men abdikerade 1917. Dock blev han och hela hans familj avrättade av Vladimir Lenins bolsjeviker i Jekaterinburg den 17 juli 1918 i samband med den ryska revolutionen.
Familjen Romanov (Nikolaj II) martyrförklarades 1981 av Rysk-ortodoxa kyrkan utanför Ryssland och 2000 helgonförklarades Storfurstinnan Maria officiellt av den Rysk-ortodoxa kyrkan. Dem tillhör också helgongruppen Rysk-ortodoxa kyrkans nya martyrers och bekännares synaxis.

## Familjen
Familjen bestod av hustrun Aleksandra och deras fem barn, däribland den yngsta dottern Anastasia som sades ha överlevt morden. Det enda "beviset" för den teorin var att hennes och sonens benrester inte hade återfunnits bland familjens begravda kroppar. Aleksej hittades och identifierades först 2008 tillsammans med en av sina systrar, antingen storfurstinnan Anastasia eller storfurstinnan Maria.

## Bilder

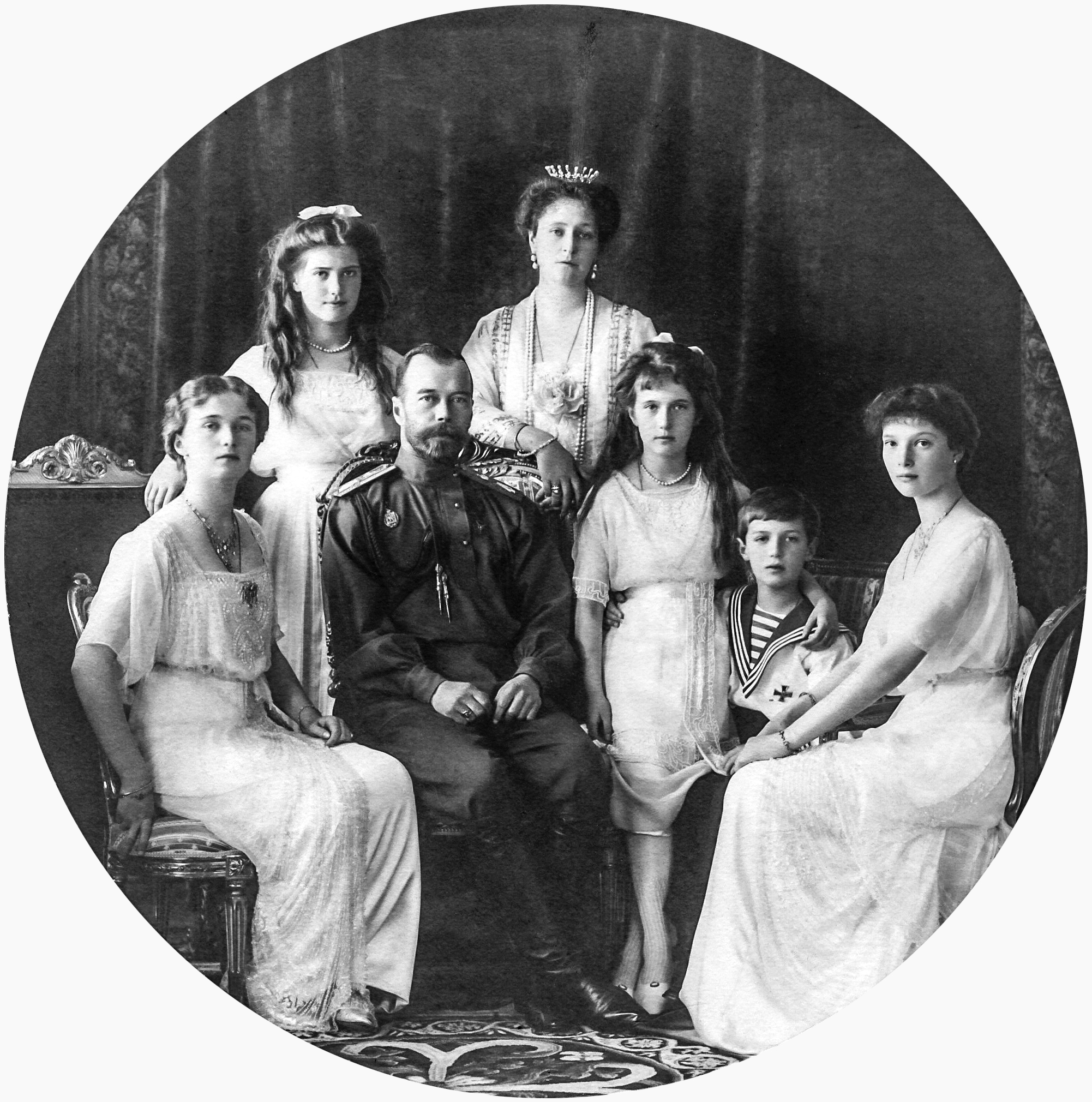
Ryska tsarfamiljen Romanov 1913. Från vänster Olga, Maria, Nikolaj, Alexandra, Anastasia, Alexej och Tatjana.
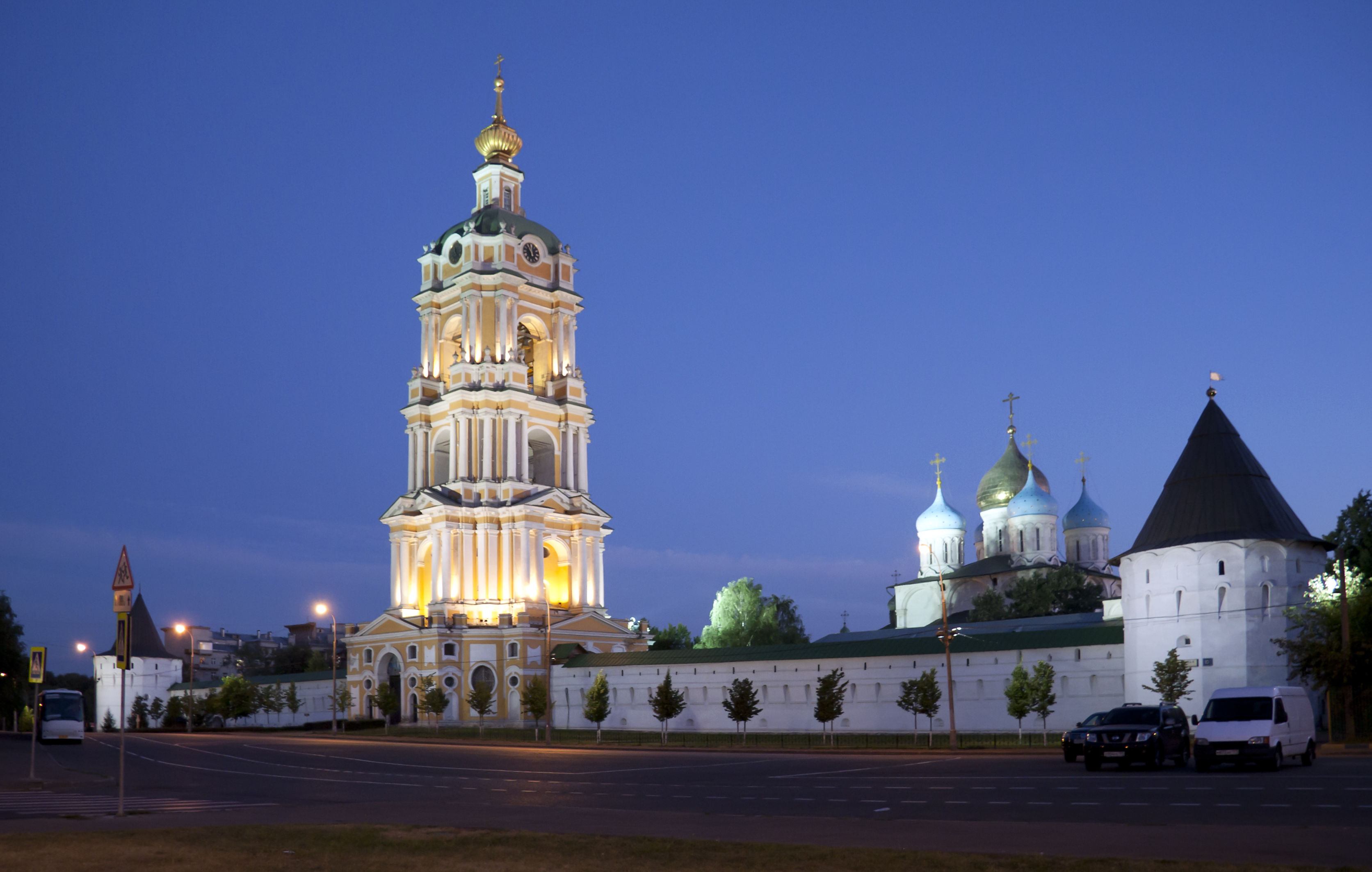
Novospasskijklostret i Moskva som ätten använde som begravningskyrka.